# Реалистимо
Реалѝстимо е български уебсайт за недвижими имоти, част от проптех сектора в България.
Платформата предлага услуги, свързани с недвижимата собственост – покупка, продажба, наем, анализ и управление на имотно портфолио. Насочена е към индивидуални потребители (купувачи, продавачи, наематели) и към професионалисти от бранша (агенции, брокери, строители и инвеститори). Достъпни са и обяви от публични търгове - от Частни съдебни изпълнители (ЧСИ), НАП и други държавни институции. 

## История
Компанията Реалистимо е създадена през февруари 2021 г. в град Русе от ИТ предприемачите Вихрен Ганев и Мартин Панайотов.  
Първата онлайн версия на сайта е с фокус само върху жилищни имоти в Русе и е публикувана на 23 август 2021 г. 
През януари 2022 г. Реалистимо разширява обхвата си, като започва да поддържа и други операции с недвижими имоти. По същото време платформата въвежда и допълнителни типове имоти  - търговски обекти, парцели и ваканционни имоти.  
През 2022 г. платформата навлиза във Варна, Велико Търново, Бургас, Пловдив  и Благоевград. През 2023 г. обхватът включва и София, както и курортни населени места като Слънчев бряг, Несебър и Банско. До края на 2023 г. Реалистимо е активен в над 35 населени места в България. 

## Функционалности и технологии
На 1 април 2022 г. фирмата въвежда интерактивен шаблон за създаване на договор за наем с нужните клаузи, данни и срокове. 
На 27 октомври 2022 г. Realistimo представя интерактивна карта, която визуализира границите на квартали и отделни сгради. 
През 2023 г. Realistimo внедрява система, базирана на изкуствен интелект, която автоматично анализира публикуваните имотни обяви, за да открие и премахне фалшиви, подвеждащи или некоректни публикации. Алгоритъмът извършва проверки по различни критерии, включително дублиране на снимки, нереалистични параметри и несъответствия в описанията.  
През април 2024 г. платформата създава система за известяване при публикуване на нови обяви, съответстващи на търсените критерии от потребителите. 
През юни 2024 г. Реалистимо добавя функция за свързване с лицензиран кредитен посредник, който да консултира клиента относно ипотечното финансиране, условия по кредита и процедурата по одобрение. 
Два месеца по-късно платформата въвежда и формуляр за заявка за свързване с доверени брокери на недвижими имоти в страната, които да съдействат през процеса на сделката. 
През октомври 2024 г. Реалистимо създава мобилното приложение „Портфолио от Реалистимо“, предназначено за собственици на имоти. То предоставя възможност за следене на текущата стойност на притежаваните имоти и анализ на пазарни промени.   
През юни 2025 г. Realistimo внедрява „Реа“ — виртуален телефонен асистент, базиран на изкуствен интелект, който автоматично извършва обаждания от името на потребителя. Асистентът работи през браузърно разширение (за Chrome, Edge, Brave и др.), свързан е с профила на брокера и може да събира и обобщава информация за различни имоти. 

## Образователна дейност
Конференции
Компанията е организатор на поредица конференции с фокус върху недвижимите имоти, технологии и инвестиции: 
- 7 октомври 2021 г. – Русе (първо издание на „Жилища и имоти“)
- 1 септември 2022 г. – Велико Търново (второ издание) [21]

- 27 октомври 2022 г. – Варна (трето издание) [22] [23]

- 24 ноември 2022 г. – Бургас (четвърто издание)

- 22 февруари 2023 г. – Пловдив (пето издание) [24] [25]

- 25 април 2023 г. – София (шесто издание)

- 3 юни 2025 г. – София (конференция „Имоти, Изкуствен интелект и инвестиции“)

- 6 юни 2025 г. – Варна (конференция „Имоти, Изкуствен интелект и инвестиции“)

Влогът на Реалистимо
През декември 2021 г. Realistimo стартира собствен образователен видеоблог – „Влогът на Реалистимо“, в който се публикуват кратки видеа с отговори на често срещани имотни въпроси.  Компанията има и блог секция, в която се публикуват образователни статии по актуални имотни теми.  
Подкаст "Реално за имотите"
През февруари 2024 г. стартира подкастът „Реално за имотите“ , в който основателите на платформата разговарят с водещи експерти от имотния сектор. Подкастът е достъпен в Spotify, YouTube, Apple Podcasts и други платформи. 
Реалистимо Академия
През 2023 г. компанията стартира програмата „Реалистимо академия“.  Академията предлага специализирани курсове, видеолекции и практически ресурси за брокери, агенти и инвеститори. 
Част от нея е и първият имотен онлайн уебинар на Реалистимо.  

## Референции
1. ↑  Realistimo събира оферти от частни лица, агенции и публични източници //   26 май 2023. Посетен на 19 юни 2025.
2. ↑  ИТ предприемачи развиват нов сайт с оферти за имоти //   26 май 2023. Посетен на 19 юни 2025.
3. ↑  IT предприемачи развиват нов сайт с оферти за имоти //   26 май 2023. Посетен на 19 юни 2025.
4. ↑  Реалистимо стартира портала за недвижими имоти в Русе през август //   2021-08. Посетен на 2025-06-23.
5. ↑  Как се купува и продава недвижим имот бързо през 2022 и какви са предимствата //   Посетен на 2025-06-23.
6. ↑  Най-добрите сайтове за недвижими имоти в България //   септември 2024. Посетен на 19 юни 2025.
7. ↑  Най-добрите сайтове за имоти в България //   Посетен на 2025-06-23.
8. ↑  Нова платформа за имоти влиза в Пловдив //   22 февруари 2023. Посетен на 19 юни 2025.
9. ↑  Регионално разширяване на Realistimo в България //   26 май 2023. Посетен на 20 юни 2025.
10. ↑  Шаблон за договор за наем //   Посетен на 19 юни 2025.
11. ↑  Realistimo предлага в Google Maps карта с локации //   27 октомври 2022. Посетен на 19 юни 2025.
12. ↑  Изкуствен интелект се бори с фалшивите обяви за имоти в България //   6 декември 2022. Посетен на 19 юни 2025.
13. ↑  Нова proptech платформа бори фалшивите обяви за имоти //   Entrepreneur.bg, 15 ноември 2023. Посетен на 20 юни 2025.
14. ↑  Нова proptech имотна платформа бори фалшивите обяви //   17 октомври 2023. Посетен на 19 юни 2025.
15. ↑  Консултация с кредитен посредник //   Посетен на 19 юни 2025.
16. ↑  Заявка за връзка с проверен брокер //   Посетен на 19 юни 2025.
17. ↑  Портфолио от Реалистимо – Мобилно приложение за собственици на имоти //   Посетен на 19 юни 2025.
18. ↑  Realistimo следи цената на имотите с приложение //   10 юни 2025. Посетен на 20 юни 2025.
19. ↑  Реа – Виртуален телефонен асистент от Realistimo //   Посетен на 19 юни 2025.
20. ↑  Конференции на Realistimo //   Посетен на 19 юни 2025.
21. ↑  Имотна конференция „Жилища и имоти“ Велико Търново събира професионалистите на 1 септември //   Посетен на 19 юни 2025.
22. ↑  Третата конференция за имоти на Realistimo отговаря на важни имотни въпроси за Варна //   28 октомври 2022. Посетен на 19 юни 2025.
23. ↑  Realistimo с нова Google Maps карта //   27 октомври 2022. Посетен на 19 юни 2025.
24. ↑  Конференция „Жилища и имоти“ – Пловдив 2023 //   Посетен на 19 юни 2025.
25. ↑  Нова платформа за имоти влиза в Пловдив //   22 февруари 2023. Посетен на 19 юни 2025.
26. ↑  Влогът на Реалистимо //   Посетен на 19 юни 2025.
27. ↑  Образователен блог на Realistimo //   Посетен на 19 юни 2025.
28. ↑  Списък с български подкасти //   EverybodyWiki. Посетен на 25 юни 2025.
29. ↑  Town. Имотният пазар в България и Велинград: стабилен интерес и нови възможности //  Town Velingrad.   юни 24, 2025. Посетен на юни 27, 2025.
30. ↑  Реално за имотите – подкастът на Realistimo //   Посетен на 19 юни 2025.
31. ↑  Реалистимо Академия с обучение в Пловдив //   19 юни 2025. Посетен на 19 юни 2025.
32. ↑  Realistimo Академия //   Посетен на 19 юни 2025.
33. ↑  Онлайн уебинар за собственици на имоти //   Посетен на 19 юни 2025.